# 细鳞鲑属
细鳞鲑属为輻鰭魚綱鮭形目鲑科的鱼类。

## 细鳞鲑属的鱼种（或亚种）
- 细鳞鲑，Pallas于1773年命名。[2]
- 萨氏细鳞鲑，Mitrofanov于1959年命名。
- 图们江细鳞鲑，森为三（英语：Tamezo Mori）（Mori）于1930年命名。
- 秦岭细鳞鲑，李思忠（Li）于1966年以指名细鳞鲑的秦岭亚种命名[3]；邢迎春等于2015年将其提升为种（Brachymystax tsinlingensis）[4]。现为中国国家二级保护动物。[5]

## 特征
以细鳞鲑來說，身体可长达0.7米，重達15公斤；背侧为紫灰色，具有黑色小圆斑，银灰色腹面，生殖期身体颜色变暗，并出现红色斑块；口较小，牙齿多，舌上也有牙齿；鳞细小。

## 习性和分布
细鳞鲑属生活於淡水，春季进入水流湍急、底多沙砾的支流中产卵，秋季回主流深处过冬。幼鱼过5－6年才成熟；卵沉性，直径约4毫米；亲鱼产卵后大量死亡；主要以无脊椎动物为食。
分布于俄罗斯、朝鲜以及汉水上游以北等，主要栖息于山区急流以及砾石底质河段。